# 牛棚镇
牛棚镇，是中华人民共和国贵州省毕节市威宁彝族回族苗族自治县下辖的一个乡镇级行政单位。

## 行政区划
牛棚镇下辖以下地区：
鱼塘村、三合村、新山村、水源村、营山村、新华村、新营村、中寨村、新关村、团山村、和平村、发洪村、新龙村、邓家营村、响水村、范家田村、营上村、手工村、黑田村和红旗村。